# Liste antiker Ortsnamen und geographischer Bezeichnungen/Eu
| Lateinischer Name   | Griechischer Name     | Beschreibung                                                                            | Heute                                            | Quellen und Verweise   | Lage |
| ------------------- | --------------------- | --------------------------------------------------------------------------------------- | ------------------------------------------------ | ---------------------- | ---- |
| Euaspla             |                       |                                                                                         |                                                  | Smith;                 |      |
| Euboea              | Εὔβοια (Euboia)       | Insel vor der Küste von Attika                                                          | Euböa                                            | Smith;                 |      |
| Euburiates          |                       |                                                                                         |                                                  | Smith;                 |      |
| Eucarpia            |                       |                                                                                         |                                                  | Smith;                 |      |
| Eucratidia          |                       |                                                                                         |                                                  | Smith;                 |      |
| Eudeielus           |                       |                                                                                         |                                                  | Smith;                 |      |
| Eudieru             |                       |                                                                                         |                                                  | Smith;                 |      |
| Eudiphus            |                       |                                                                                         |                                                  | Smith;                 |      |
| Eudoses             |                       |                                                                                         |                                                  | Smith;                 |      |
| Eudoxiopolis        |                       |                                                                                         |                                                  | Smith;                 |      |
| Euesperidae         |                       |                                                                                         |                                                  | Smith;                 |      |
| Euganei             |                       |                                                                                         |                                                  | Smith;                 |      |
| Euhydrium           |                       |                                                                                         |                                                  | Smith;                 |      |
| Euia                |                       |                                                                                         |                                                  | Smith;                 |      |
| Eulaeus             |                       |                                                                                         |                                                  | Smith;                 |      |
| Eumeneia            |                       |                                                                                         |                                                  | Smith;                 |      |
| Euonymitae          |                       |                                                                                         |                                                  | Smith;                 |      |
| Eupagium            |                       |                                                                                         |                                                  | Smith;                 |      |
| Eupalium            |                       |                                                                                         |                                                  | Smith;                 |      |
| Eupatoria           |                       | von Mithridates Eupator von Pontos als Residenz und Festung bei Amisos erbaute Neustadt | bei Samsun in der Türkei                         | Smith;                 |      |
| Eupatoria           |                       | siehe Magnopolis                                                                        |                                                  |                        |      |
| Eupatorium          |                       | Festung bei Chersones                                                                   |                                                  | Strab. 7.4.7; Smith;   |      |
| Euphorbium          |                       | Stadt in Phrygien                                                                       |                                                  | Smith;                 |      |
| Euphranta           |                       |                                                                                         |                                                  | Smith;                 |      |
| Euphratensis        |                       |                                                                                         |                                                  | Smith;                 |      |
| Euphrates           | Εὐφράτης (Euphratēs)  | Fluss in Mesopotamien                                                                   | Euphrat                                          | Smith;                 |      |
| Eupilis Lacus       |                       |                                                                                         |                                                  | Smith;                 |      |
| Eupolium            |                       |                                                                                         |                                                  | Smith;                 |      |
| Euporia             |                       |                                                                                         |                                                  | Smith;                 |      |
| Eupyridae           |                       |                                                                                         |                                                  | Smith;                 |      |
| Euripus             | Εὔριπος (Euripos)     | Meerenge zwischen Euböa und dem griechischen Festland                                   |                                                  | Smith;                 |      |
| Euripus             | Εὔριπος (Euripos)     | Stadt in Akarnanien                                                                     |                                                  |                        |      |
| Euripus, Astelephos | Εὔριπος (Euripos)     | Fluss in der Kolchis, der in das Schwarze Meer mündet                                   | Skurcha in Georgien                              |                        |      |
| Euromus             |                       |                                                                                         |                                                  | Smith;                 |      |
| Europa              | Εὐρώπη (Eurōpē)       | Europa, der nordwestliche Teil der Oikumene                                             |                                                  | Smith;                 |      |
| Europus             | Εὐρωπός (Eurōpos)     | Stadt in Makedonien                                                                     |                                                  | Smith;                 |      |
| Europus             | Εὐρωπός (Eurōpos)     | Stadt in Media Atropatene                                                               | am Euphrat in Syrien, nahe der irakischen Grenze | Smith;                 |      |
| Eurotas             | Εὐρώτας (Eurōtas)     | Fluss in Lakonien                                                                       | Evrotas auf der Peloponnes                       | Smith;                 |      |
| Eurotas River       |                       |                                                                                         |                                                  | Smith;                 |      |
| Euryampus           |                       |                                                                                         |                                                  | Smith;                 |      |
| Eurymedon           | Εὐρυμέδων (Eurymedōn) | Fluss in Pisidien und Pamphylien                                                        | Köprü Çayı in der südlichen Türkei               | Smith;                 |      |
| Eurymenae           |                       |                                                                                         |                                                  | Smith;                 |      |
| Eurytanes           |                       |                                                                                         |                                                  | Smith;                 |      |
| Eusene              |                       |                                                                                         |                                                  | Smith;                 |      |
| Eutaea              |                       |                                                                                         |                                                  | Smith;                 |      |
| Euthenae            | Εὐθηναι (Euthēnai)    | Stadt in Karien                                                                         | 9 km nördlich von Marmaris in der Türkei         | PECS; Pleiades; Smith; |      |
| Eutresia            |                       |                                                                                         |                                                  | Smith;                 |      |
| Eutresis            |                       |                                                                                         |                                                  | Smith;                 |      |
| Eutretus            |                       |                                                                                         |                                                  | Smith;                 |      |
| Euxinus Pontus      |                       |                                                                                         |                                                  | Smith;                 |      |